# إيلي شتيك
إيلي شتيك (بالألمانية: Ueli Steck) (و. 1976 – 2017 م) هو متسلق الجبال، ومتسلق صخور، ونجار سويسري، توفي عن عمر يناهز 41 عاماً.

## جوائز
حصل على جوائز منها:
- Piolets d'Or [الإنجليزية]‏ (2009).

## روابط خارجية
- إيلي شتيك على موقع IMDb (الإنجليزية)
- إيلي شتيك على موقع قاعدة بيانات الفيلم (الإنجليزية)